# Lista de deputados estaduais de Minas Gerais da 1.ª legislatura
Esta é uma lista de deputados estaduais de Minas Gerais eleitos para a 1ª Legislatura. São relacionados o nome civil dos parlamentares que assumiram o cargo em 1947, cujo mandato expirou em 1951.

## Composição das bancadas
| Partido | Líder                 | Bancada | Posição      |
| ------- | --------------------- | ------- | ------------ |
| PSD     | José Augusto          | 29 / 72 | Oposição     |
| UDN     | Pedro Aleixo          | 16 / 72 | Governo      |
| PR      | Juarez Carmo          | 14 / 72 | Governo      |
| PTB     | José Rennó            | 6 / 72  | Independente |
| PTN     | José de Abreu Resende | 4 / 72  | Governo      |
| PCB     | Armando Ziller        | 1 / 72  | Oposição     |
| PRP     | César Soraggi         | 1 / 72  | Independente |
| PDC     | João Godoi            | 1 / 72  | Governo      |

## Relação
| Nome                                   | Partido | Observações |
| -------------------------------------- | ------- | --- |
| Adolfo de Oliveira Portela             | PSD     | |
| Alberto Teixeira dos Santos Filho      | PTN     | |
| Aloisio Alves da Costa                 | PR      | |
| Amadeu Andrada de Lacerda Rodrigues    | UDN     | Substiuído por Simão Vianna da Cunha Pereira no período de 15/3 a 12/4/1948. |
| Américo Brasil Martins da Costa        | PSD     | |
| Anibal Marques Gontijo                 | PSD     | |
| Antônio Augusto Soares Canedo          | PR      | |
| Antônio Caetano de Souza               | PSD     | |
| Antônio de Oliveira Guimarães          | PR      | |
| Antônio Mourão Guimarães               | PR      | |
| Antônio Pedro Braga                    | PSD     | |
| Antônio Pimenta                        | PSD     | |
| Antônio Simões de Almeida              | PR      | |
| Arlindo Zanini                         | PTB     | Substituído por Joaquim Moreira Júnior nos períodos de 14/3 a 30/11/1949, de 21 a 28/3/1950 e de 6/10 a 6/11/1950.                                                                                         |
| Armando Ziller                         | PC      | Mandato extinto em 10/1/1948. |
| Astolfo Dutra Nicácio Neto             | PSD     | |
| Augusto Costa                          | PSD     | |
| Cândido Gonçalves Ulhoa                | PTB     | Substituído por Joaquim Moreira Júnior no período de 31/3 a 11/5/1950. |
| Carlos Martins Prates                  | PSD     | |
| Dilermando Cruz Martins da Costa Filho | PR      | Renunciou em 12/12/1947, para tomar posse como prefeito municipal de Juiz de Fora, sendo substituído pelo dep. Márcio Prates Ferreira Paulino a partir de 19/12/1947.                                      |
| Elias de Sousa Carmo                   | UDN     | Substituído por Simão Vianna da Cunha Pereira pereira no período de 6 a 20/12/1947. |
| Emílio de Vasconcelos Costa            | PSD     | |
| Emílio Soares da Silveira              | PSD     | |
| Eros Magalhães de Mello Viana          | PR      | |
| Fabricio Soares da Silva               | UDN     | |
| Feliciano de Oliveira Penna            | PR      | |
| Fidelcino Vianna de Araújo Filho       | UDN     | Substituído por Alberto Deodato Maia Barreto no período de 5 a 20/12/1947, e Simão Vianna da Cunha Pereira, de 14/3 a 12/5/1949.                                                                           |
| Francisco Badaró Júnior                | PSD     | |
| Francisco de Castro Pires Júnior       | PSD     | |
| Geraldo Athayde                        | UDN     | |
| Geraldo Starling Soares                | PSD     | |
| Guilhermino de Oliveira                | PSD     | |
| Ilacir Pereira Lima                    | PTB     | Substituído por Joaquim Moreira Júnior no período de 14/11/1950 a 11/1/1951. |
| Jaeder Soares de Albergaria            | PSD     | Substituído por Augusto Batista de Figueiredo no período de 21 a 30/3/1950. |
| João Camilo Teixeira Fontes            | PSD     | |
| João Lima Guimarães                    | PTB     | Substituído por Joaquim Moreira Júnior no período de 19/7 a 4/10/1950. |
| João Nascimento Godoi                  | PDC     | Perdeu seu mandato, sendo substituído por Jason Soares de Albergaria a partir de 19/5/1947. |
| José André de Almeida                  | PR      | |
| José Augusto Ferreira Filho            | PSD     | |
| José Carvalheira Ramos                 | PR      | |
| José Cezar Soraggi                     | PRP     | |
| José Chaves Ribeiro                    | PSD     | |
| José de Abreu Resende                  | PTN     | |
| José de Faria Tavares                  | UDN     | |
| José Maurício de Andrade               | PSD     | |
| José Remuzat Rennó                     | PTB     | |
| José Ribeiro Navarro                   | PSD     | |
| José Ribeiro Pena                      | PSD     | Renunciou em 4/9/1947, para tomar posse como Vice-Governador do Estado, sendo substituído por Augusto Batista de Figueiredo, no período de 4/9/1947 a 4/7/1949, e Ultimo de Carvalho a partir de 5/7/1949. |
| Joubert Guerra                         | PSD     | |
| Juarez de Souza Carmo                  | PR      | |
| Júlio Ferreira de Carvalho             | PR      | |
| Leopoldo Dias Maciel                   | UDN     | Substituído por Dnar Mendes Ferreira a partir de 19/5/1947. |
| Levindo Ozanan Coelho                  | UDN     | |
| Lourenço Ferreira de Andrade           | PR      | |
| Luiz Domingos da Silva                 | PSD     | |
| Luiz Maranha                           | PTN     | |
| Manoel Taveira de Souza                | UDN     | Substituído por Alberto Deodato Maia Barreto no período de 1º/8 a 3/11/1949. |
| Márcio Prates Ferreira Paulino         | PR      | Perdeu seu mandato, sendo substituído por Bolivar de Freitas a partir de 19/5/1947. |
| Matheus Salomé de Oliveira             | UDN     | Substituído por Simão Vianna da Cunha Pereira a partir de 24/6/1949. |
| Miguel Batista Vieira                  | UDN     | Substituído por Rondon Pacheco a partir de 2/6/1947. |
| Moacyr Rezende                         | UDN     | |
| Octacílio Negrão de Lima               | PTN     | Renunciou em 12/12/1947, para tomar posse como Prefeito Municipal de Belo Horizonte, sendo substituído por Manuel Alves de Castro a partir de 18/12/1947.                                                  |
| Oscar Botelho                          | UDN     | Substituído por Alberto Deodato Maia Barreto no período de 25/7 a 3/12/1947. |
| Oscar Dias Corrêa                      | UDN     | |
| Pedro Aleixo                           | UDN     | Licenciou-se para ocupar o cargo de Secretário de Estado do Interior e Justiça, sendo substituído por Guilherme Machado a partir de 19/3/1947.                                                             |
| Quintino Vargas                        | UDN     | Substituído por Simão Vianna da Cunha Pereira nos períodos de 9/6 a 5/12/1947 e de 13/5 a 6/6/1949. Faleceu em 19/8/1949, sendo substituído por José Maria Lobato.                                         |
| Tancredo de Almeida Neves              | PSD     | |
| Uriel de Rezende Alvim                 | PSD     | |
| Waldir Lisbôa                          | PTB     | |
| Whady José Nassif                      | PSD     | Substituído por Ultimo de Carvalho no período de 13/7/1947 a 4/7/1949. |
| Wilson João Beraldo                    | PSD     | |
| Xenofonte Mercadante                   | PSD     | |